# Salix repens
Saule rampant
Espèce
Classification APG III (2009)
Le saule rampant (Salix repens),  (parfois nommé saule à feuilles étroites, saule argenté ou sauleron), est une espèce de plantes à fleurs de la famille des Salicaceae. 
C'est un très petit saule. Il ne doit pas être confondu avec Salix herbacea, une autre espèce de saule nain.
Ce sous-arbrisseau dioïque (10-50 (-100) cm) est en France commun à rare selon les régions.

## Caractéristiques
Le saule rampant a une hauteur généralement comprise entre 30 cm et 1 m. Ses tiges et rameaux sont plutôt dressés ou plus ou moins étalés ; les rameaux de l'année n-1 sont minces, glabres ou avec quelques poils épars.
Ses feuilles mesurent de 2 à 4 cm, sont alternes à limbe ovale, elliptique ou linéaire (2 à 4 fois plus long que large) ; leur face inférieure est soyeuse et argentée, faiblement nervée, tandis que leur face supérieure est plus ou moins glabre chez les feuilles adultes – les jeunes feuilles étant soyeuses sur les deux faces,.

## Floraison
Le saule rampant fleurit en avril et/ou en mai. Sa pollinisation est anémogame. Ses inflorescences consistent en des épis simples de chatons ovales, relativement denses, mesurant à peu près 1,5 cm de longueur, ovoïdes ou oblongs, très brièvement pédonculés ; les chatons mâles sont à bractée velue et brune dans le haut, à 2 étamines libres et anthères jaunes ; les fleurs femelles ont un style court. 

Ses fruits sont des capsules coniques, soyeuses ou glabres, avec un pédicelle plutôt allongé. 

La dissémination de ses graines est anémochore.

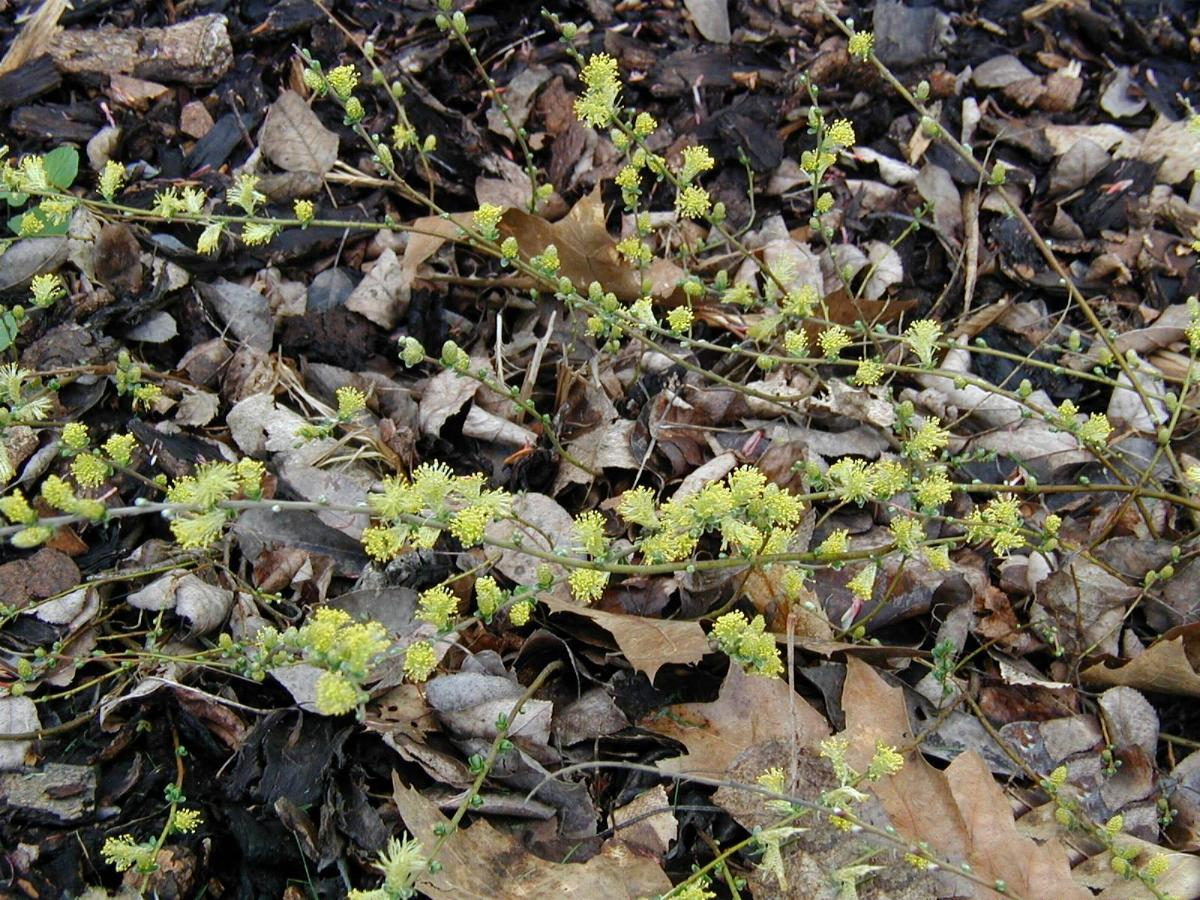
Floraison.
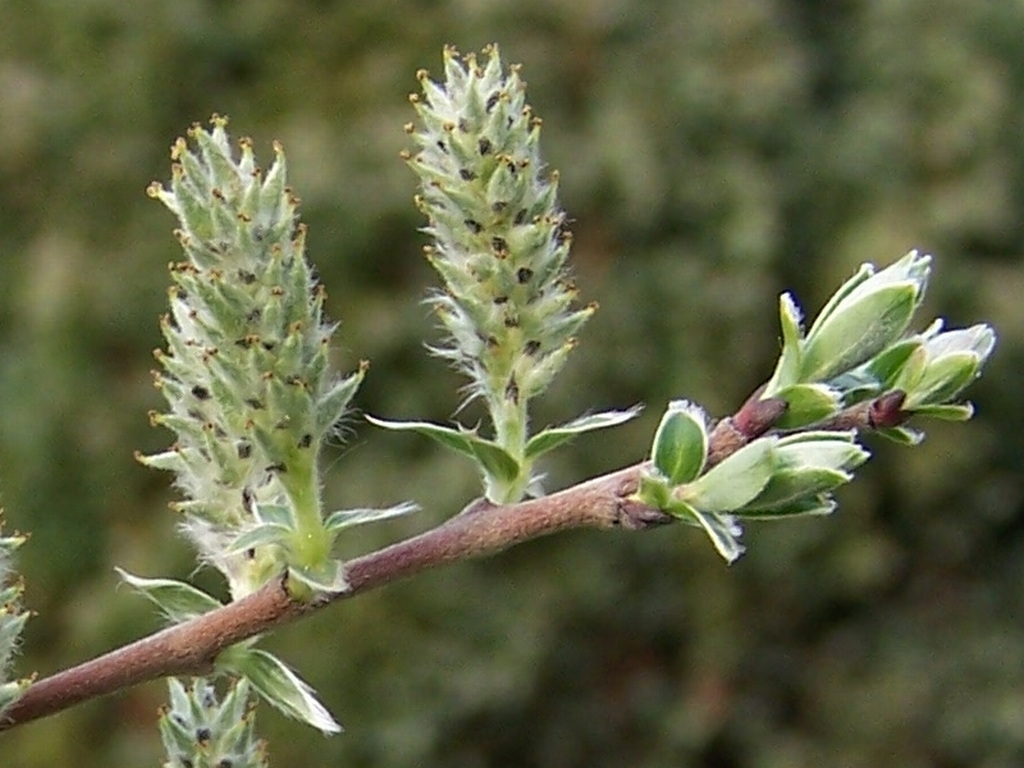
Fleur femelle.
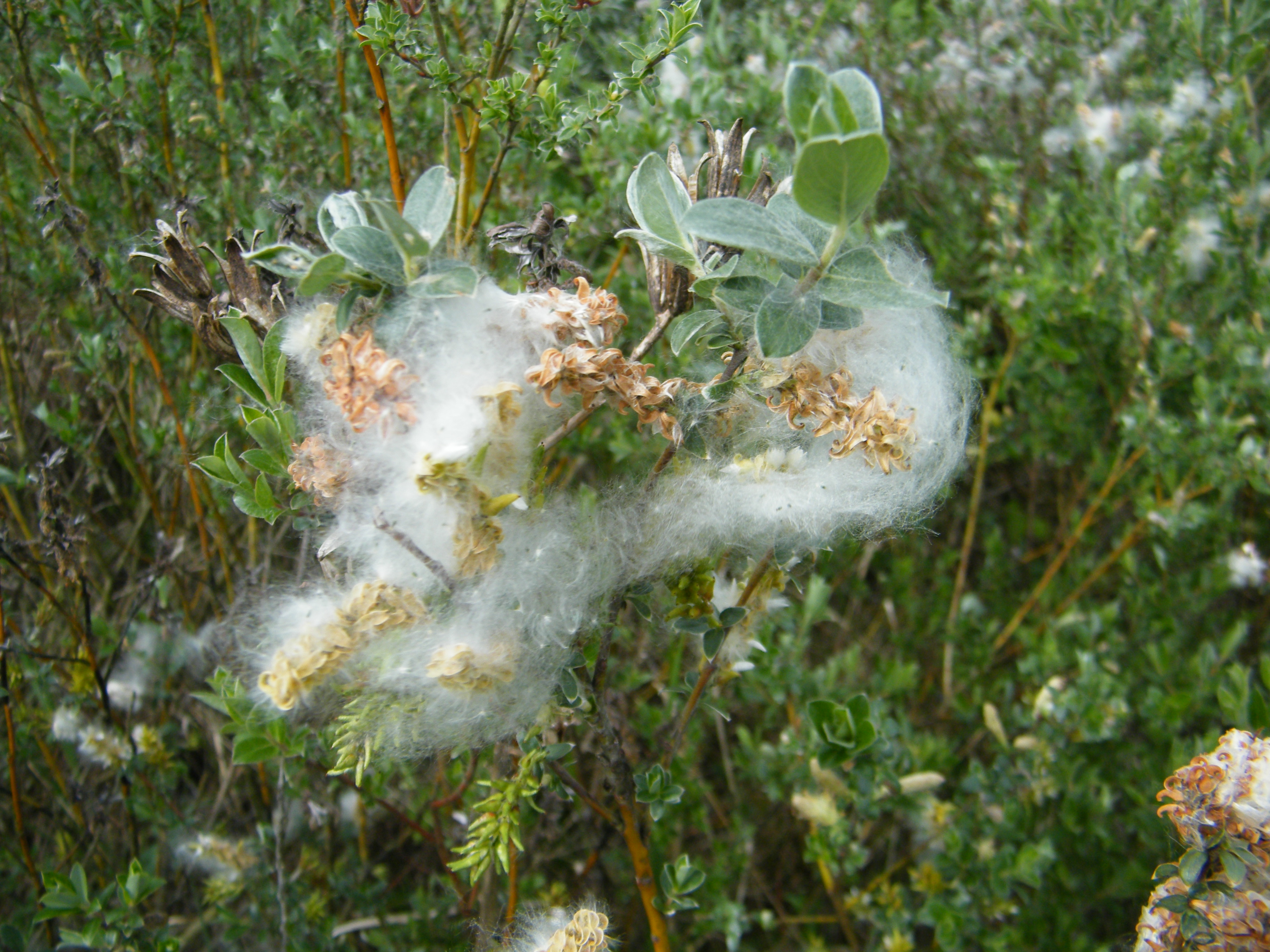
Fructification très cotonneuse.
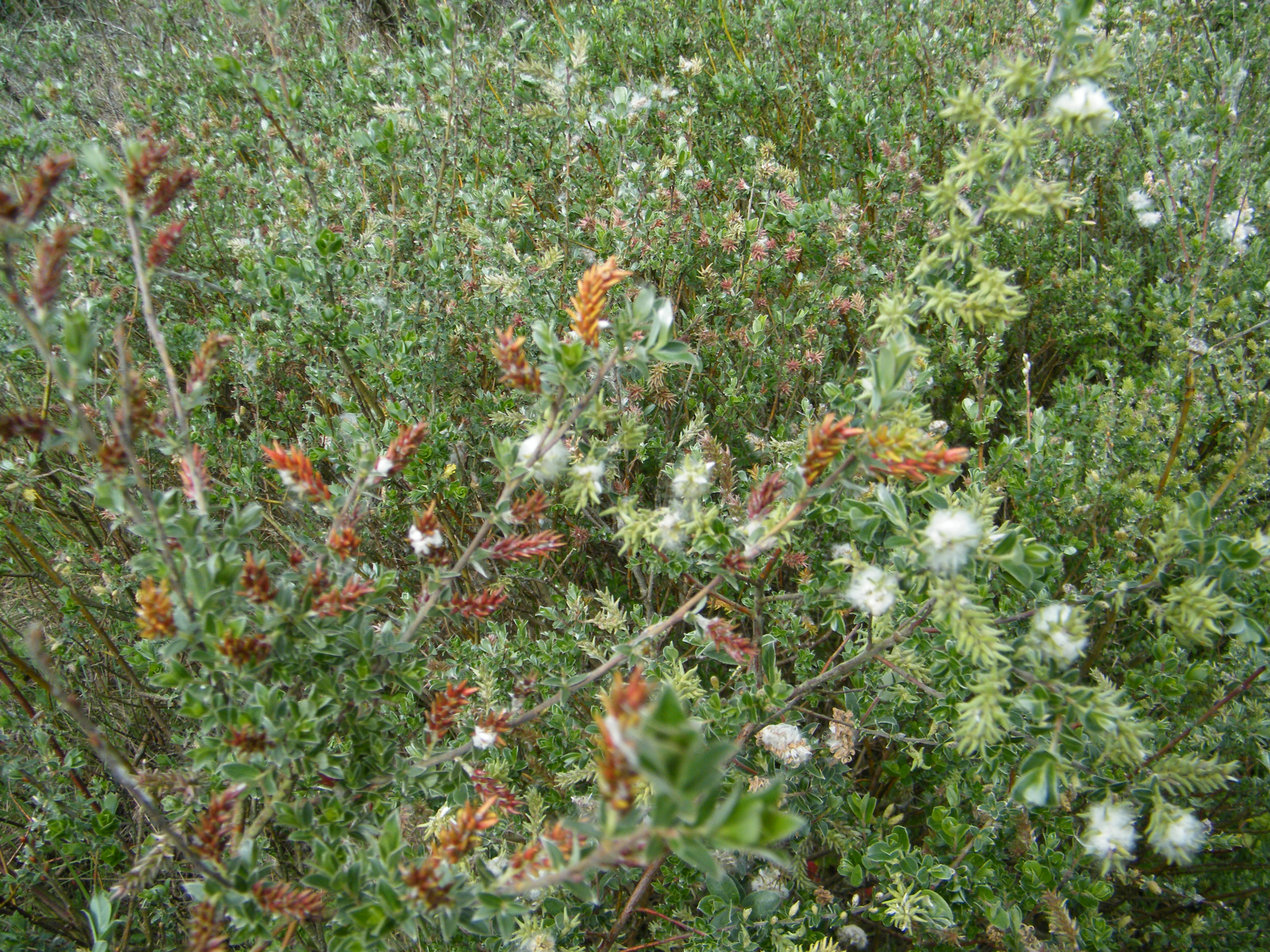
Variété de couleurs des fruits sur un même pied.
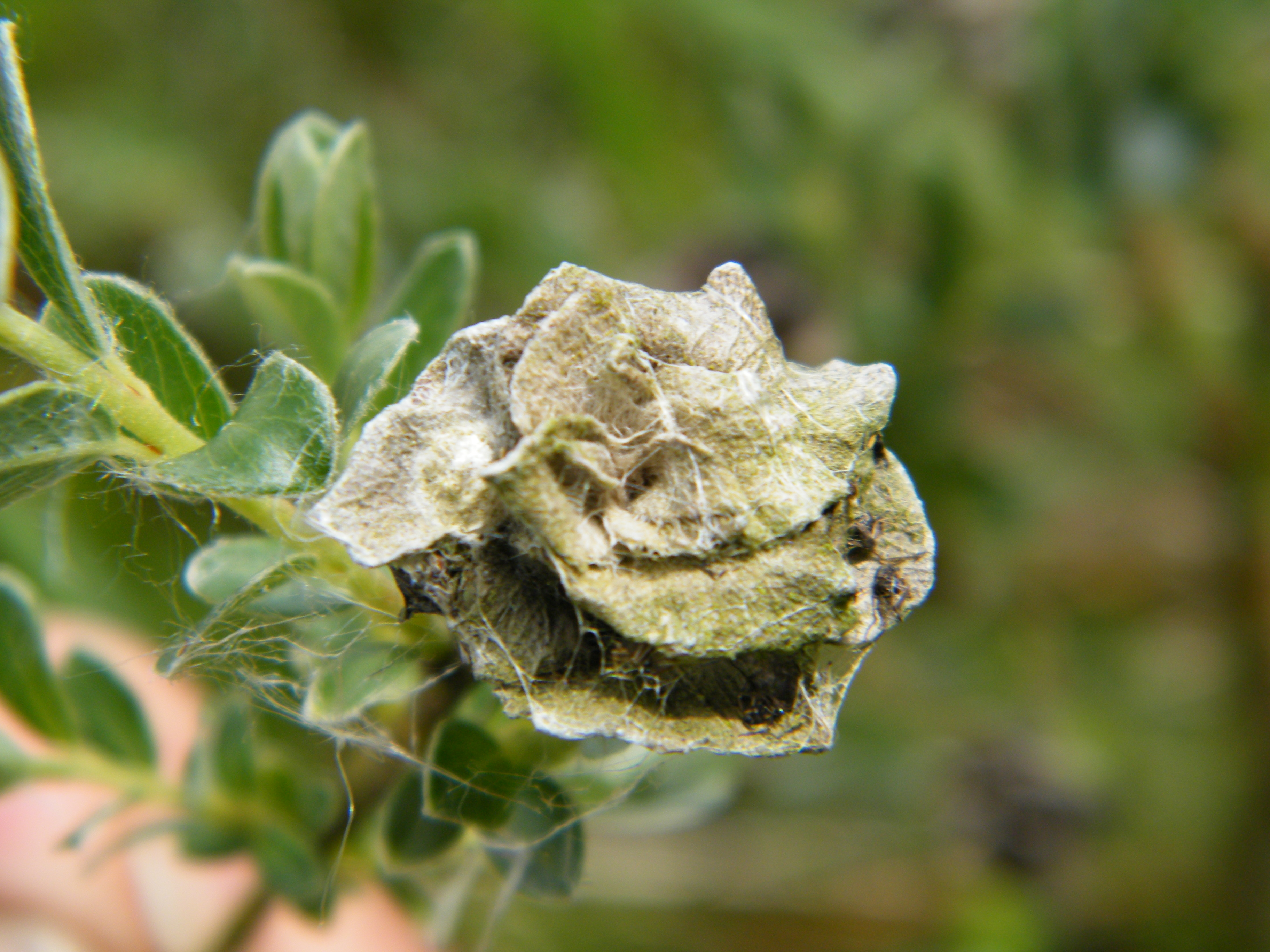
Galle de Cécidomyie en forme de rosette, sur bourgeon terminal.

## Habitat et répartition

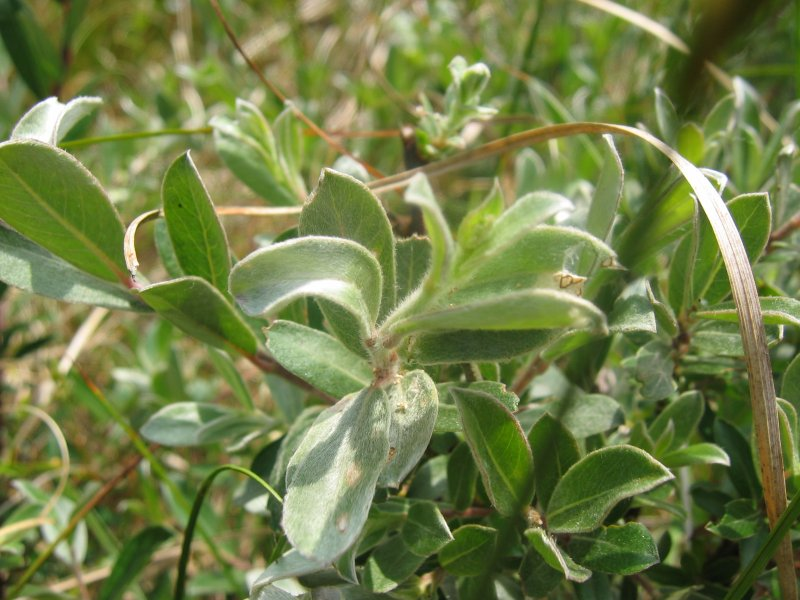
Sous-espèce dunaire (subsp. dunensis).

Espèce septentrionale eurasiatique, c'est un arbrisseau des dunes, landes humides et tourbières à sphaignes.
On en trouve aussi localement dans les prairies humides acides de moyenne montagne et dans certaines zones paratourbeuses de plateaux, de 0 à 1 700 m d'altitude. Il est absent de la zone méditerranéenne et eurasiatique.

## Protection
En France, le saule rampant est protégé par arrêté de protection dans les régions Bourgogne, Centre-Val de Loire et Île-de-France.